# Affaire Elisa Lam
Pour les articles homonymes, voir Lam.
L'affaire Elisa Lam (2013) désigne la mort accidentelle par noyade d'une jeune Canadienne d'origine hongkongaise au Cecil Hotel à Los Angeles. L'étrangeté de ce décès ainsi que le passé de l'hôtel ont contribué à la médiatisation de l'affaire aux États-Unis, au Canada et dans le monde asiatique.

## L’affaire
Elisa Lam (30 avril 1991 - février 2013), également connue sous son nom cantonais de Lam Ho Yi[réf. nécessaire], Canadienne de 21 ans étudiante à l’université de la Colombie-Britannique à Vancouver, voyageait alors seule aux États-Unis. Elle maintenait un contact quotidien avec ses parents restés en Colombie Britannique, mais le 31 janvier 2013, jour où elle était censée quitter l'hôtel Cecil de Los Angeles pour Santa Cruz, ils n'eurent plus de nouvelles d'elle. Ils contactèrent la police de Los Angeles[Quand ?]. Le 19 février, des clients s’étant plaint de la faible pression de l'eau, le fait qu'elle soit trouble et de son mauvais goût, le service de maintenance monta sur le toit de l’hôtel inspecter un réservoir et y découvrit son corps nu, avec la majorité de ses vêtements et effets personnels dans l'eau.
Les employés de l'hôtel qui l'avaient vue ce jour-là[Lequel ?] affirmèrent qu'elle était seule. En dehors de l'hôtel, Katie Orphan, gérante d'une librairie voisine, est la seule personne à se souvenir d'avoir vu Elisa Lam ce jour-là.
L’affaire fut largement médiatisée, l'intérêt la concernant ayant augmenté cinq jours avant la découverte de son corps, quand la police avait rendu publique la vidéo de sa dernière apparition connue. Enregistrée le jour de sa disparition par une caméra de surveillance des ascenseurs, on y voit Elisa rentrer et sortir plusieurs fois de l'ascenseur (qui semble étrangement mal fonctionner) au 13e étage (alors que sa chambre est au 5e), parler avec un interlocuteur invisible et gesticuler dans le couloir, ayant parfois l'air de se cacher de quelqu'un ou de quelque chose qui n'apparait pas sur la vidéo. Elle se met ensuite à appuyer sur tous les boutons, mais les portes ne se ferment toujours pas. La jeune femme finit par sortir pour de bon de l'ascenseur, et après plusieurs dizaines de secondes, les portes se ferment toutes seules, sans aucune explication.
Le fait que d'autres morts et assassinats aient eu le Cecil Hotel pour cadre renforça la curiosité du public et de la presse vis-à-vis de l'affaire.
Après quatre mois du fait de nombreux retards, l'institut médico-légal de Los Angeles rendit son rapport d'autopsie. En l'absence de preuves de violence physique, il concluait que le décès était « accidentel et dû à une noyade »,. 
Les clients du Cecil Hotel ont intenté un procès à l'établissement à cause de cet accident. Les parents d'Elisa Lam ont également déposé une plainte qui a été rejetée en 2015.

## La disparue
Elisa Lam, fille d'immigrants hongkongais qui tiennent un restaurant à Burnaby, banlieue de Vancouver, était une étudiante de l’université de la Colombie-Britannique. Néanmoins, c'est sans avoir accompli ses formalités d'inscription qu'elle part en janvier 2013 pour un voyage en Californie du Sud. Sur son Tumblr, elle dit qu'elle a prévu de s'arrêter à San Diego, Los Angeles, Santa Cruz, San Francisco, et peut-être San Luis Obispo. Elle voyage seule en train et bus inter-cités et arrive à Los Angeles le 26 janvier. Deux jours plus tard, elle s'enregistre au Cecil Hotel, qui se situe près du quartier d'affaires de Downtown Los Angeles. On lui donne initialement une chambre partagée au cinquième étage, mais son colocataire se plaignant de ce que les avocats de l'hôtel appelleront « un étrange comportement », elle est déplacée dans une chambre simple deux jours après.
Elisa Lam avait été diagnostiquée comme bipolaire et dépressive et était sous traitement (Wellbutrin, Lamictal, Seroquel, Effexor). Selon sa famille, elle n'avait pas d'antécédents ni d'idées suicidaires, mais un rapport déclare qu'elle avait été portée disparue plusieurs fois auparavant. Elle avait mentionné dans un blog la souffrance due à ses troubles mentaux. Dans un article de janvier 2012 intitulé « Tu es toujours hanté par l'idée que tu gâches ta vie » d'après une citation de l'écrivain Chuck Palahniuk, elle s'était plainte d'une « rechute » au début de l'année scolaire qui l'avait obligée à laisser tomber certains cours, la laissant « complètement perdue et sans aucun but ». Elle craignait que son avenir universitaire ne soit compromis de ce fait.

## L'hôtel
Construit pour être un hôtel d'affaires dans les années 1920, le Cecil Hotel traversa une période difficile pendant la Grande Dépression des années 1930 et ne retrouva jamais son marché originel à cause du déclin urbain survenu à la fin du XXe siècle. Plusieurs des meurtres les plus notables de Los Angeles sont survenus à l'hôtel ou ont un rapport avec lui. Ainsi, on estime qu'il fut le dernier arrêt d'Elizabeth Short, victime de l'affaire non résolue la plus connue de la ville, celle du Dahlia noir. Autre crime non résolu, en 1964, Goldie Osgood, la « femme au pigeon de Pershing Square », fut violée et assassinée dans une chambre de l'hôtel. Les tueurs en série Jack Unterweger et Richard Ramirez, le « Traqueur de la nuit », résidaient tous les deux au Cecil lors de leurs crimes. Il y a eu également des suicides, l'un d'eux tuant un piéton qui passait devant l'hôtel. Après de récentes rénovations, l'hôtel a tenté de se vendre comme un hôtel-boutique.

## Médiatisation
Après sa publication sur internet le 14 février 2013, la dernière vidéo d’Elisa Lam devient virale, intriguant certains internautes qui cherchent alors à résoudre l'énigme de ses derniers instants. Son comportement étrange est ainsi sujet à de nombreuses interprétations, allant des troubles bipolaires dont elle aurait souffert à l'implication de phénomènes paranormaux. Certains soupçonnent la vidéo d’avoir été falsifiée. D’autres soulignent la ressemblance avec des scènes du film Dark Water sorti en 2005 (remake d'un film japonais du même nom sorti en 2002). 
L’affaire a d'ailleurs inspiré des cinéastes. Le 13 mai 2013, soit quelques mois après les faits, l'épisode de la saison 5, épisode 24 de la série Castle, intitulé « Jeu de dupes », en est inspiré. Il relate l'histoire d'une jeune étudiante retrouvée morte dans un réservoir d'eau sur le toit d'un hôtel lugubre : le « Cedric Hotel ». Moins d'un an après, Hungry Ghost Ritual, un film d'horreur hongkongais, incluait une scène apparemment inspirée par la vidéo de l'ascenseur et le réalisateur chinois Liu Hao a annoncé qu'il prévoyait un film basé sur sa vie et sa mort, en espérant Gao Yuanyuan pour le rôle de Lam. Et un film d'horreur dont le scénario est inspiré de l’affaire, The Bringing, est en développement chez Sony Pictures Entertainment.
En 2014, le groupe de pop rock canadien The Zolas (en) a rendu hommage à Elisa Lam dans la vidéo musicale de leur chanson « Knot in My Heart » sur l'album « Ancient Mars ».
La saison 5 (Hôtel) de la série American Horror Story s'inspire du Cecil.
En 2017, le chanteur Mark Kozelek, sous son pseudonyme Sun Kil Moon, nie la mort d'Élisa Lam et même sa présence au Cecil dans Stranger Than Paradise sur l'album Common As Light And Love Are Red Valleys Of Blood.
En 2018, le groupe de rock industriel canadien SKYND publie une chanson sur Elisa Lam, portant son nom.
En 2021, Netflix sort la série documentaire « Scène de crime : la disparue du Cecil Hôtel », faisant le récit de la disparition d’Elisa Lam.
L'émission documentaire Ghost Adventures a enquêté sur la mort d'Elisa Lam dans une émission spéciale de deux heures diffusée le 4 janvier 2021 sur la chaine Discovery Channel.
En 2022, Jean Guidoni interprète Cecil Hotel, sur son album Avec des Si.
Le 18 septembre 2022, l'affaire est présentée dans Infernet par Pacôme Thiellement, chroniqueur pour Blast.